# Agamopus unguicularis
Agamopus unguicularis är en skalbaggsart som beskrevs av Edgar von Harold 1883. Agamopus unguicularis ingår i släktet Agamopus och familjen bladhorningar. Inga underarter finns listade i Catalogue of Life.